# پتس پود سنیژکوو
پتس پود سنیژکوو (به چکی: Pec pod Sněžkou) یک منطقهٔ مسکونی و شهرستان دارای شهرک سابقاً روستا در جمهوری چک است که در منطقه تروتنوف واقع شده‌است. پتس پود سنیژکوو ۷۰۳ نفر جمعیت دارد.